# بتی کامپسن

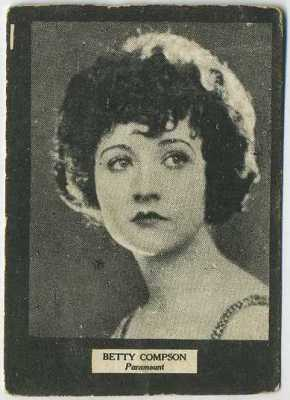

بتی کامپسن (انگلیسی: Betty Compson; ۱۹ مارس ۱۸۹۷ – ۱۸ آوریل ۱۹۷۴) هنرپیشه اهل ایالات متحده آمریکا بود.

## گزیده فیلمشناسی
از فیلم‌ها یا برنامه‌های تلویزیونی که وی در آن نقش داشته‌است می‌توان به آثار زیر اشاره کرد.
- زن به زن (فیلم ۱۹۲۳) (۱۹۲۳)
- بیگانه (فیلم ۱۹۲۴) (۱۹۲۴)
- میامی (فیلم ۱۹۲۴) (۱۹۲۴)
- سایه سفید (فیلم) (۱۹۲۴)
- راز ایو (۱۹۲۵)
- شهر بزرگ (فیلم ۱۹۲۸) (۱۹۲۸)
- جارزن (۱۹۲۸)
- رودخانه خسته (۱۹۲۹)
- نمایش نمایش‌ها (۱۹۲۹)
- محموله عجیب (فیلم ۱۹۴۰) (۱۹۴۰)
- آقا و خانم اسمیت (۱۹۴۱)

## درگذشت
کامسون در 18 آوریل 1974 بر اثر حمله قلبی در خانه اش در گلندیل، کالیفرنیا، در سن 77 سالگی درگذشت. او در گورستان ماموریت سن فرناندو در سن فرناندو، کالیفرنیا به خاک سپرده شد. کامپسون برای کمک‌هایش به صنعت سینما، یک ستاره در پیاده‌روی مشاهیر هالیوود در خیابان واین 1751 دارد.